# Suzette Defoye
Suzette Defoye, née Marie-Suzanne-Josèphe Artus dite Suzette Artus le 17 juillet 1741 à Lille et morte après 1787, est une danseuse et comédienne française.

## Biographie
Marie-Suzanne-Josèphe Artus naît le 17 juillet 1741 à Lille, du musicien Pierre-Jérôme Artus Truyart et de la comédienne Marie Bienfait.
Dès 1759, elle est engagée comme première danseuse à Metz. Elle épouse le musicien François-René-Marie Defoye et devient comédienne à Strasbourg avec son mari.
En 1766, elle devient première chanteuse à Bruxelles, jouant le rôle de Zerbine dans l'opéra La serva padrona de Giovanni Battista Pergolesi. Le 30 juin 1766, elle reçoit de Marie-Thérèse d'Autriche le droit de jouer au sein de la troupe des Comédiens ordinaires de S.A.R. le prince Charles de Lorraine, composée de seulement quinze comédiens,. L'année suivante, elle se fait remplacer par sa sœur, danseuse figurante, quand elle est indisposée. Après plusieurs conflits ouverts entre les comédiens, Defoye signe le 25 juin 1768 un acte de renonciation à la co-direction du théâtre. Les autres associés s'y opposent.
Le 19 novembre 1771, elle fait interner son mari François-René-Marie Defoye au couvent des Alexiens de Bruxelles pour « démence caractérisée ». Elle s'installe immédiatement avec son compagnon Nicolas Guilleminot-Dugué. 
En 1772, elle passe un accord avec la nouvelle direction de son théâtre pour recevoir une rente viagère annuelle de 300 livres. Le 11 janvier 1773, elle joue Zémire et Azor puis quitte Bruxelles. Sa lettre de démission indique : « Je n'ai que trop de sujets de me plaindre de mes directeurs, pour ne pas leur cacher que je les quitte avec bien du plaisir. Je n'ai que trop éprouvé leur injustice à tout égard, autant pour mes camarades que pour moi. Je n'ai qu'un regret qui restera toujours dans le fond de mon cœur : c'est de quitter un public que je chérirai toujours ».
Defoye part vivre à Lyon pour travailler au Théâtre de Lyon ; elle y rencontre la directrice, madame Destouches-Lobreau, qui résilie le contrat en voyant sa laideur. La comédienne demande alors à se représenter une seule fois dans Le Peintre amoureux de son modèle : maquillée et costumée, elle plaît au public et la directrice lui fait signer un contrat pour un an.
En 1774, Defoye est engagée dans la troupe impériale de Saint-Pétersbourg pour jouer devant la cour de Moscou en 1775.
En août 1776, elle accouche d'un enfant mort-né et connaît de graves problèmes de santé. Elle reste à Saint-Pétersbourg pendant que son compagnon est engagé à Bordeaux, et se produit dans des concerts spirituels en 1779. Elle rentre à Lille en septembre 1781 et se produit dans la troupe du théâtre de Gand de 1782 à 1785. En 1785, elle rejoint son compagnon à Liège et tient des premiers rôles dans sa troupe.
La trace de Suzette Defoye se perd après 1787, alors qu'elle dirige le Théâtre de Béthune. Quant à François Defoye, il meurt le 13 mars 1800 à la « Maison des imbéciles » de Bruxelles.